# کوکو آستین
کوکو آستین (انگلیسی: Coco Austin؛ زادهٔ ۱۷ مارس ۱۹۷۹) با نام اصلی نیکول ناتالی آستین یک هنرپیشه و مانکن اهل ایالات متحده آمریکا است.